# キングダーク
- 仮面ライダーシリーズ
  - 仮面ライダーX > キングダーク
  - 仮面ライダーシリーズ登場怪人一覧 > 仮面ライダーシリーズ第1期登場怪人一覧 > キングダーク

キングダークは、特撮テレビドラマ『仮面ライダーX』をはじめ仮面ライダーシリーズに登場するキャラクター。主人公の神敬介 / 仮面ライダーX（Xライダー）の敵組織「GOD機関」の大幹部を務める巨大ロボットにして、シリーズ初の巨大キャラクターでもある。
本項目では関連するキャラクターである呪博士についても記述する。

## 『仮面ライダーX』に登場するキングダーク
『仮面ライダーX』第22話から登場。再生アポロガイストの死亡後に着任した2代目大幹部であり、GOD機関を再編成した。
鋼の全身を黒いマントで包んだ巨人型のロボット。普段はアジトの奥にて、右手で頬杖を付いた涅槃仏のようなポーズで横たわっている。口からの毒ガスや目からの破壊光線、指先からのロケット弾など、多彩な武器を持つ。
南原光一博士が開発した、すべての物質をエネルギーに変換するRS装置を体内に組み込んで暴れ回る予定であったが、すでにRS装置を完成させていた南原はその使用を恐れて設計図を9枚に裂き、分散させてしまう。キングダークは設計図を奪還すべく悪人軍団を次々と投入してXライダーと争奪戦を繰り広げた後、第31話で痺れを切らしてRS装置の組み込みを待たずに立ち上がり、Xライダーに挑戦する。
最終話（第35話）でサソリジェロニモJr.が心臓部の設計図を入手してRS装置を完成させると、日本壊滅のために破壊活動を開始する。最後は、体内へ潜入したXライダーに呪博士を倒されたことで自爆装置が起動し、爆散した。
制作関連
キングダークの巨体は横たわっている姿の実物大セットが作られ、圧倒的な存在感を示した。セットの制作は、大道具の経験がある制作担当の佐久間正光が指揮を執った。目と口には開閉ギミックを備えている。
立ち上がった姿は着ぐるみで表現されたが、実物大の造形物とは印象の異なるものであった。
阿部征司によれば、巨大ロボット幹部という設定にテレビアニメ『マジンガーZ』の影響は特になく、等身大ばかりではつまらないからだという。

### テレビシリーズを基にした作品
ジオラマ小説『S.I.C. HERO SAGA』
『MASKED RIDER V3 & RIDERMAN EDITION -RIDERMAN ANOTHER AFTER-』
ライダーマンの前に現れ、寄り道をしたイカルスを叱咤して共に日本へ向かう。
『MASKED RIDER X EDITION -ゼウスの息子-』
Xライダーとの決戦で呪博士共々自爆していたが、その頭部は脱出ポッドになっており、呪博士も生き延びていた。その残った頭部を元に呪博士の手によって新たな身体が製造され、さらにはテレビ本編で装備するはずだったRS装置も組み込まれている。
元々は呪博士に彼の新たな身体として製造されており、脳と直結することで言わばサイボーグとしての一体化を果たしていた。
『MASKED RIDER DEN-O 『ロスト・トレイン』』
『仮面ライダー電王』の小説作品。1974年での決戦において、姿を消したXライダーの代わりに、デンライナーが連れてきた仮面ライダーブレイドと対決する。
ブレイドの武器であるブレイラウザーの攻撃や、最強形態のキングフォームのキングラウザーの一撃も脛にかすり傷程度しか与えられないほどの防御力を持つが、ジャックフォームに変身したブレイドに体内へ潜入されてしまう。
1984年での10人の平成ライダーとバダンとの決戦では、ショッカーからバダン帝国までを操っていた大首領が悪霊のエネルギーとして現れた際、ブレイドとの戦いで大破したキングダークの頭部にとり憑き、マスクの内側から不気味なドクロが現れている。
山田ゴロ版漫画『仮面ライダーX』
RS装置を組み込んで動き出した後、あらゆる物質をエネルギーに変えられて無敵と豪語する。
漫画『仮面ライダーSPIRITS』
第1部では敬介の記憶から銀のドクロが再現したキングダークが登場。
第3部では呪博士が密かに製造していた2号機が登場。外見は初代と同様だが、RS装置が最初から搭載されており、機体には生身の人間しか操縦できない（改造人間は操縦不可）というプロテクトが施されている。BADANが日本を制圧した後、再生GOD機関により秘匿されていた山口県・秋芳洞の奥地から地下水脈と日本海を経由して島根県に上陸し、RS装置の起動措置を完了。頭部の角から発する雷撃で触れたものを核爆発させることが可能となり、その恐るべき力で「虚無の牢獄を破壊し、大首領JUDOを解放する」為の要の一つとなるはずだったが、ZXに角を折られて頭部が爆散したことで攻撃システムを失い、以降は「キングダークそのものをエネルギーに変換し、大首領を解放するための熱源にする（キングダーク自体を核爆発させる）」と作戦変更した暗闇大使によって月面へ移送されかけるが、ZXとXライダーによって阻止され、最後は落下した海中にてXライダーが繰り出した真空地獄車によって破壊された。

## 平成仮面ライダーシリーズ

### 『劇場版 仮面ライダーディケイド オールライダー対大ショッカー』
映画『劇場版 仮面ライダーディケイド オールライダー対大ショッカー』に登場。
大ショッカー基地の地下にて石化して眠っていた巨大ロボットであり、（Xライダーの世界の）GOD機関出身の巨大幹部。大首領の間に横顔を模したレリーフがあり、原典機とは異なる姿だったが、GODとの戦闘経験があるXライダーには一目で正体を看破された。
大ショッカーの幹部であるが、大ショッカーの秘密兵器とも呼ばれるなど、単なる大幹部に留まらず巨大兵器としての側面も持ち合わせている。致死性の毒ガス・目からの怪光線・両手からの電撃・指先からのミサイルが武器。原典では体内に操縦者がいたが、本作品では自我を持って動いている。
大ショッカー基地の崩壊後にその巨大な姿を現し、仮面ライダー1号から仮面ライダーディケイドまでのオールライダーや仮面ライダーディエンドが召喚した仮面ライダーJとの戦闘では圧倒するものの、ディケイドがJにジャンボディケイドライバー（FFR）を装着して変身したディケイド コンプリートフォーム ジャンボフォーメーションとの戦闘では圧倒され、ジャンボディメンションキックを受けて倒される。
- デザインは出渕裕が担当。原典機が横たわっていた際と立ち上がった際の造形が違っていたため、スマートにしている[9]。
- 原典機の瞳のディテールを踏襲し、黒と赤の色のみを反転させている[9]。
- デザイン画では「ビッグG（ゴッド）」「キングダークII」「KING DARK - MkII」という名称であった[10]。
- テレまんがヒーローズの漫画版では、シャドームーンが乗り込んで操縦している。

### その他平成仮面ライダーシリーズ関連作品
ネット版『仮面ライダーディケイド オールライダー対しにがみ博士』

映画『オーズ・電王・オールライダー レッツゴー仮面ライダー』
ショッカーと同盟を結んだ組織・種族より集まった国連会議に参加するGOD機関の代表として、アポロガイストと共に登場。アポロガイストと共にショッカーに反発した暗黒結社ゴルゴムの代表者として登場した大神官ダロムと、クライシス帝国大使として登場したジャーク将軍を諌める。
大ショッカーのバックルがGODのものに差し替えられているが、原典機と同様にマントを着けており、国連会議におけるショッカーとの会話では寝そべっている。
ショッカーと同盟を結んだ各組織の主要なショッカーの怪人連合のメンバーが倒された後には立ち上がるが、岩石大首領の地割れに巻き込まれてしまう。

ネットムービー『仮面ライダーブレイブ〜Surviveせよ！復活のビーストライダー・スクワッド！〜』
ビーストライダー・スクワッド（王蛇、タイガ、ダークキバ、ビーストから構成されるライダーチーム）に指示を与えるが、これは財団Xの研究員がナイトオブサファリガシャットのデータを得るために用意したホログラムだった。
- スーツは『ディケイド』のものを流用している。

ジオラマ小説『S.I.C. HERO SAGA MASKED RIDER DECADE EDITION -オーズの世界-』
ディエンドを取り込んだライダーロボが、その能力をコピーしたことでカイジンライドによって召喚される。
ゲーム『オール仮面ライダー ライダージェネレーション2』
ワールド3「鋼・鉄・巨・人」で登場。手からミサイルを放つ。

## コンパチヒーローシリーズ
ゲーム『SDヒーロー総決戦 倒せ!悪の軍団』
ステージ5「ショッカー基地」のボスとして登場する。一定の攻撃を与えると、中から呪博士が現れる。
なお、ステージ5にはネプチューンやアポロガイストという原典通り同組織に属しているキャラクターだけでなく、蜘蛛男やガラガランダ、イカデビルなどのショッカー怪人のほか、ボスガンやガテゾーンなどのクライシス帝国の幹部もザコキャラクターとして登場する。
ゲーム『ザ・グレイトバトルIII』
ザンエル（ゲームオリジナルキャラクター）が搭乗する。
ゲーム『ザ・グレイトバトルVI』
シャドームーンが搭乗する。
ゲーム『スーパーヒーロージェネレーション』
「迫る！ショッカー軍団」で、ショッカーグリード、イカデビル、ガラガランダ、ヒルカメレオンの4体を倒した後にショッカー首領を倒すと、ゲームオリジナルキャラクターのドガ・ドロンによって召喚される。
作中に登場する仮面ライダーシリーズの敵の中では、衛星兵器XVIIと並んで岩石大首領に次ぐ巨体である。

## 派生キャラクター
エンペラーダーク
パチンコ『仮面ライダーフルスロットル』に登場する闇のショッカーの大幹部。
デザインは、原典機に金色の装甲が付けられたものとなっている。
ネオキングダーク
漫画『仮面ライダー11戦記』に登場するガイストであり、KD計画によって製造された新たな機体。3体が登場する。

## 呪博士
『仮面ライダーX』第35話（最終話）に登場。名前の読みは「のろいはかせ」。
GODの支配者であり、「悪魔の天才」と呼ばれている。かつては神啓太郎教授（敬介の父）の親友であった。一部の関連書物やDVDのデータファイルには「GOD総司令の正体」とされている。キングダークを内部から一体化した状態で操作し、部下たちに指令を出していた。
最終回（第35話）では、キングダークの体内へ潜入してきたXライダーと対峙し、サソリジェロニモJr.と共にライドルホイップで突き刺され、頭から延びるコードを引きちぎり、キングダークと共に自爆する。
その他の作品に登場する呪博士
山田ゴロ版漫画『仮面ライダーX』
その体をキングダークと接続した様子もない、普通の人間の姿で描かれている。
漫画『仮面ライダーSPRITS』
密かにキングダーク2号機を製造していたことと、自身や啓太郎を含む科学者たちの頭脳データを呪ステーションに保管していたことが明かされる。キングダークのRS装置の起動に必要なメモリーデータとして滝和也の頭脳へインストールされたことにより、彼の人格を乗っ取って憑依する形で復活を遂げる。キングダークの体内へ侵入してきたコンラッドに銃を突きつけられると滝の身体から離れ、サブシステムに逃げ込んだところを滝の精神体や科学者たちの情報体に抑え込まれてしまい、最後はXライダーにキングダークを破壊されて怨嗟の言葉を吐きながら消滅した。
ジオラマ小説『S.I.C. HERO SAGA』
『MASKED RIDER X EDITION -ゼウスの息子-』
本作品では啓太郎だけでなく緑川博士とも縁があり、彼をショッカーの科学者に推薦したことを経てGODの総司令になったと設定されている。自身を強化改造しており、強さを追求するあまりの複数回による手術の結果、肉体は崩壊寸前になってしまっていた。
最終回後、キングダークの頭部を脱出ポッドにして生き延び、自らをアポロガイストに改造した。
『MASKED RIDER DEN-O 『ロスト・トレイン』』
『仮面ライダー電王』の小説作品。1974年の決戦でブレイドに体内へ潜入された後、サソリジェロニモJr.と共にブレイラウザーで突き刺され、歴史通りの最期を遂げる。なお、ブレイドをXライダーと勘違いしており、止めを刺された際に別人であることに気付いた。
ゲーム『SDヒーロー総決戦 倒せ!悪の軍団』
ステージ5「ショッカー基地」のボス・キングダークの中から登場する。

## キングダークを演じた人物
声優
- 和田文夫 - 『X』
- 飯塚昭三 - 『レッツゴー仮面ライダー』『スーパーヒーロージェネレーション』
- 鈴村展弘 - 『〜Surviveせよ！復活のビーストライダー・スクワッド！〜』